# Koral Hazan
Koral Hazan (hebräisch קורל חזן; * 17. Januar 1999 in Israel) ist eine israelische Fußballspielerin. Seit 2020 spielte sie die A-Nationalspielerin ihres Landes.

## Karriere

### Verein
Von 2014 bis 2015 spielte Hazan für Maccabi Kishronot Hadera FC. Danach wechselte sie 2018 zu Hapoel Ra'anana FC. Von 2020 bis 2021 spielte sie im Verein Maccabi Emek Hefer. Seit 2021 spielt Hazan im Verein ŽNK Split.

### Nationalmannschaft
Von 2014 bis 2015 spielte Zammit für die Israel U17. Seit 2020 spielt Hazan in der Israelische Fußballnationalmannschaft der Frauen als Stürmer. Bisher absolvierte sie 9 Länderspiele.